# Florence Eldridge
Florence Eldridge, född Florence McKechnie 5 september 1901 i Brooklyn, död 1 augusti 1988 i Long Beach, var en amerikansk skådespelare som spelade många biroller på film, samt hade en lång karriär som teaterskådespelare.
Hon var gift med skådespelaren Fredric March, som hon ofta spelade mot, både på film och på scenen, från 1927 fram till hans död 1975. De adopterade två barn.

## Filmografi i urval
- 1930 – The divorcee
- 1932 – Thirteen Women
- 1935 – Les Misérables
- 1936 – Maria Stuart
- 1960 – Vad vinden sår